# Myrcia fascicularis
Myrcia fascicularis är en myrtenväxtart som beskrevs av Otto Karl Berg. Myrcia fascicularis ingår i släktet Myrcia och familjen myrtenväxter. Inga underarter finns listade i Catalogue of Life.